# Lac de Chew Valley
Le lac de Chew Valley est un lac de barrage de la Chew Valley dans le Somerset, en Angleterre. Il est alimenté par la rivière Chew et créé par le barrage du lac de Chew Valley. Il est la principale source d'eau potable de la ville de Bristol.

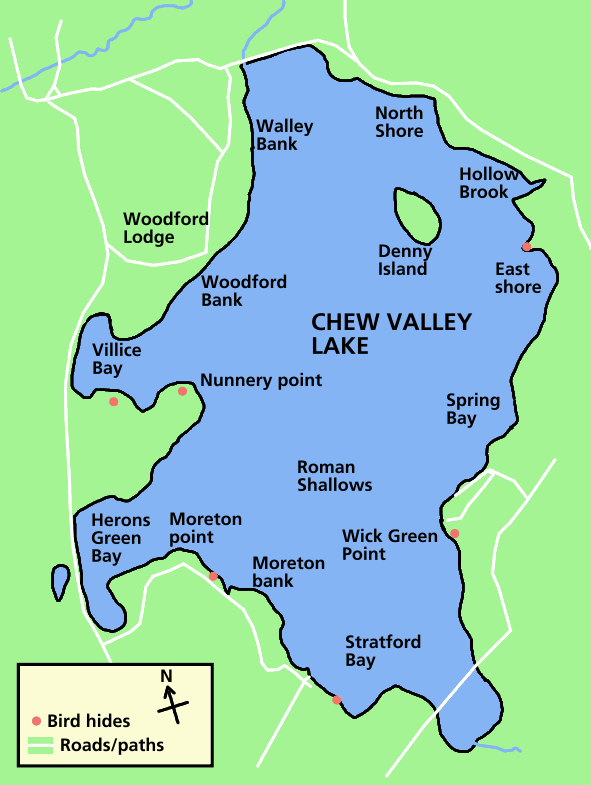
Lac de Chew Valley

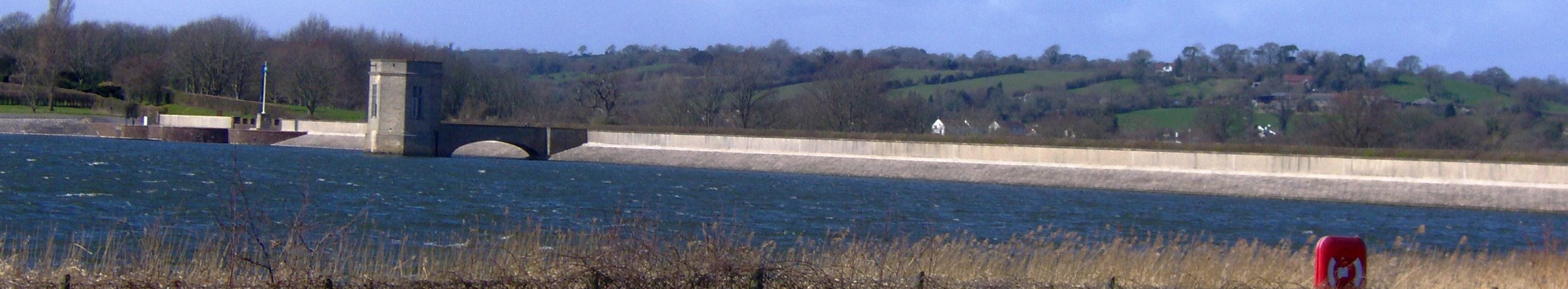
Barrage du lac de Chew Valley